# Березнецовский сельский округ
Березнецовский сельский округ — упразднённая административно-территориальная единица, существовавшая на территории Ступинского района Московской области в 1994—2006 годах.

## История
Березнецовский сельсовет был образован в первые годы советской власти. По данным 1922 года он входил в состав Малинской волости Коломенского уезда Московской губернии.
27 октября 1925 года из Березнецовского с/с был выделен Николо-Тительский с/с.
В 1926 году Березнецовский с/с село Березнецово, деревни Дубнево и Фомино.
В 1929 году в Березнецовский с/с был отнесён к Малинскому району Коломенского округа Московской области, но при этом ликвидирован — его территория включена в Малинский с/с.
12 февраля 1987 года Березнецовский с/с был восстановлен в составе Ступинского района из части упразднённого Малинского с/с. В его состав вошли селения Березнецово, Глебово, Каменка, Кошелевка, Николо-Тители, Петриково, Хонятино, Четряково, Щапово и посёлок отделения совхоза имени IX съезда профсоюзов.
3 февраля 1994 года Березнецовский с/с был преобразован в Березнецовский сельский округ.

### XXI век
18 мая 2001 года в Березнецовском с/о посёлок отделения совхоза «Хонятино» был включён в состав села Хонятино.
7 октября 2002 года в Березнецовском с/о посёлок отделения совхоза «9-го Профсъезда» был преобразован в деревню Девяткино.
В ходе муниципальной реформы 2004—2005 годов Березнецовский сельский округ прекратил своё существование как муниципальная единица. При этом все его населённые пункты были переданы в городское поселение Малино.
29 ноября 2006 года Березнецовский сельский округ исключён из учётных данных административно-территориальных и территориальных единиц Московской области.